# Skalka (Cheb)
Skalka (německy Stein) je osada, část města Cheb ve stejnojmenném okrese v Karlovarském kraji.

## Geografie
Skalka leží v nadmořské výšce 463 metrů, v zátoce na severní straně vodní nádrže Skalka. Osada je vzdálena přibližně čtyři kilometry severozápadně od centra Chebu.

## Historie
První písemná zmínka o Skalce pochází z roku 1299. Dochovaly se pozůstatky hradu ze 14. století. V minulosti stál ve Skalce mlýn, kde se nacházela jedna z nejstarších papíren v Čechách. Místo, kde se mlýn stával, je zaplavené vodní nádrží. V roce 1634 byla zahájena stavba velkého statku (rodina Jahn) s hlavní budovou dokončenou v roce 1881. Tento statek od roku 1947 sloužil potřebám Československé lidové armády a byl zcela vybydlen a téměř zničen. V roce 2000 byl restituován, zrekonstruován a začal sloužit jako hotel.
Skalka však je vyhledávaným rekreačním místem a stojí v ní kolem 220 rekreačních domů.

## Obyvatelstvo
Při sčítání lidu v roce 1921 zde žilo 136 obyvatel, z nichž bylo 126 Němců a 10 cizozemců. K římskokatolické církvi se hlásilo 130 obyvatel, k evangelické šest obyvatel.
| Rok            | 1869 | 1880 | 1890 | 1900 | 1910 | 1921 | 1930 | 1950 | 1961 | 1970 | 1980 | 1991 | 2001 | 2011 | 2021 |
| -------------- | ---- | ---- | ---- | ---- | ---- | ---- | ---- | ---- | ---- | ---- | ---- | ---- | ---- | ---- | ---- |
| Počet obyvatel | 180  | 127  | 136  | 145  | 145  | 136  | 133  | 31   | 20   | 30   | 21   | 18   | 14   | 144  | 228  |
| Počet domů     | 21   | 21   | 21   | 21   | 19   | 19   | 19   | 17   | -    | 9    | 6    | 6    | 6    | 37   | 60   |

## Obecní správa
Při sčítání lidu v letech 1850–1909 Skalka byla osadou obce Slatina v okrese Cheb.
V letech 1910–1959 byla samostatnou obcí v okrese Cheb. Od roku 1960 je částí města Cheb ve stejnojmenném okrese. V letech 1910–1959 k obci patřil Střížov.

## Doprava
V těsné blízkosti Skalky vede silnice I/6 (E48), ale je možné dostat se sem také po silnici 214 z Chebu. Skalkou neprochází železniční trať. Velmi používaná je cyklistická trasa. Do Skalky je možné dostat se také po červeně značené turistické značce Klubu českých turistů.

## Pamětihodnosti
- bývalý vojenský statek z roku 1881
- smírčí kříž z roku 1467
- krucifix z roku 1905
- kaplička

## Galerie

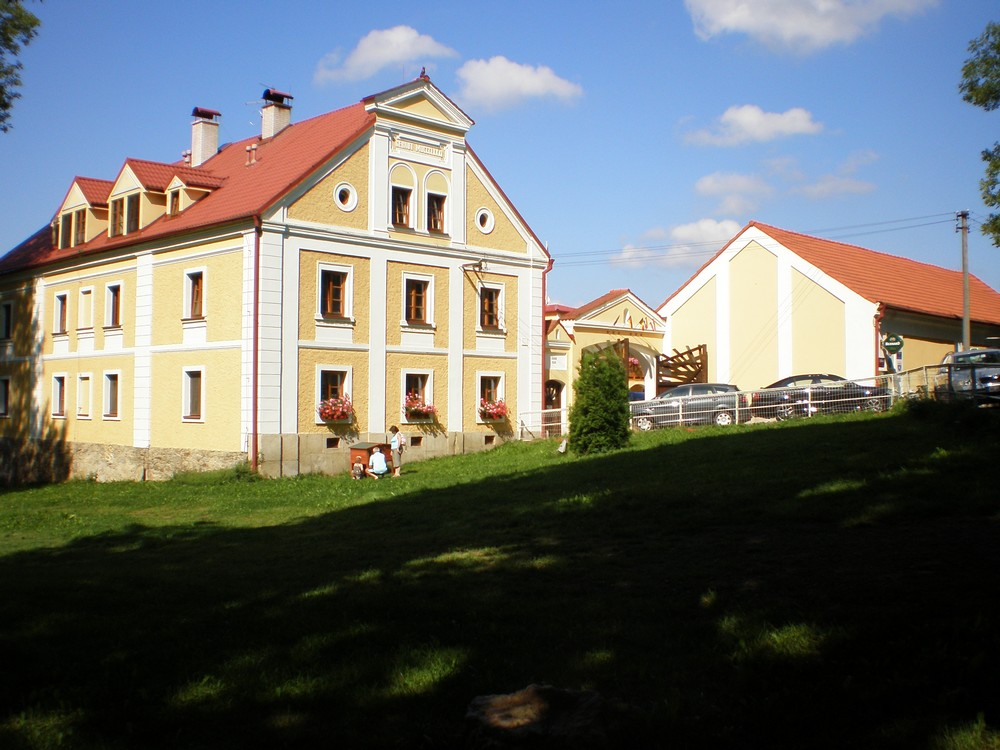
Bývalý vojenský statek, dnes restaurace
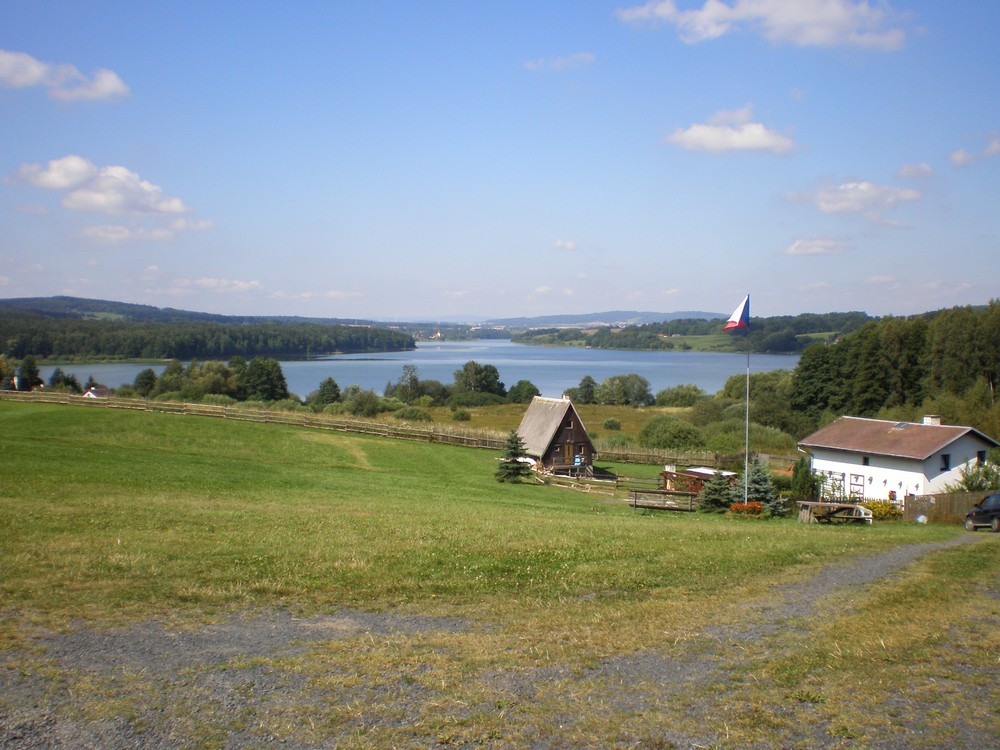
Chatky u přehrady Skalka